# Døde i 1986
Døde i 1986  er en liste over notable personer, der er afgået ved døden i 1986 . 

## Januar
| - Donna Reed |

- 4. januar – Phil Lynott, engelsk sanger (Thin Lizzy) (født 1949). – lever- og nyresvigt
- 4. januar – Christopher Isherwood, engelsk forfatter (født 1904).
- 10. januar – Else Moltke, dansk forfatter og grevinde (født 1888).
- 10. januar – Poul Petersen, dansk skuespiller og teaterdirektør (født 1905).
- 10. januar – Jaroslav Seifert, tjekkisk forfatter og modtager af Nobelprisen i litteratur (født 1901).
- 14. januar – Donna Reed, amerikansk skuespillerinde (født 1921).
- 14. januar – Daniel Balavoine, fransk sanger og sangskriver (født 1952).
- 19. januar – Jón Helgason, islandsk forfatter, redaktør, historiker og professor (født 1899).
- 19. januar – Hans Hartvig Seedorff, dansk digter (født 1892).
- 24. januar – L. Ron Hubbard, amerikansk forfatter og grundlægger af Scientology (født 1911).
- 28. januar – Gregory Jarvis, amerikansk kaptajn, ingeniør, og astronaut (født 1944).
- 28. januar – Christa McAuliffe, amerikansk pædagog og astronaut (født 1948).
- 28. januar – Ronald McNair, amerikansk fysiker og astronaut (født 1950).
- 28. januar – Ellison Onizuka, amerikansk ingeniør og astronaut (født 1946).
- 28. januar – Judith Resnik, amerikansk oberst, ingeniør, og astronaut (født 1949).
- 28. januar – Dick Scobee, amerikansk oberst, pilot, og astronaut (født 1939).
- 28. januar – Michael Smith, amerikansk kaptajn, pilot, og astronaut (født 1945).
- 30. januar – Jørgen Christian Hempel, dansk fabrikant (født 1894).

## Februar
| - Olof Palme |

- 1. februar – Alva Myrdal, svensk politiker og diplomat (født 1902).
- 7. februar – Minoru Yamasaki, japansk-amerikansk arkitekt (født 1912).
- 11. februar – Frank Herbert, amerikansk science fiction forfatter (født 1920).
- 11. februar – Jim Barry, dansk komponist, vicekonsul og direktør (født 1902).
- 11. februar – Gunnar Schmidt-Nielsen, dansk seminarierektor, lærer og forfatter (født 1905).
- 17. februar – Emil Vodder, dansk læge (født 1896).
- 28. februar – Olof Palme, Sveriges statsminister (født 1927). – myrdet

## Marts
| - James Cagney |

- 5. marts – Franciska Clausen, dansk maler (født 1899).
- 6. marts – Georgia O'Keeffe, amerikansk billedkunstner (født 1887).
- 9. marts – Michael Strunge, dansk digter (født 1958). – selvmord
- 10. marts – Ray Milland, walisisk skuespiller (født 1907).
- 17. marts – Heinz Nixdorf, tysk ingeniør (født 1925).
- 17. marts – Mogens Pihl, dansk fysiker, forfatter og professor (født 1907).
- 30. marts – James Cagney, amerikansk skuespiller (født 1899).

## April
|  |

- 1. april – Erik Bruhn, dansk balletchef og solodanser (født 1928).
- 14. april – Simone de Beauvoir, fransk forfatter og filosof (født 1908).

## Maj
|  |

- 6. maj – Merete Bodelsen, dansk kunsthistoriker (født 1907).
- 9. maj – Tenzing Norgay, nepalesisk (sherpa) bjergbestiger (født 1914).
- 15. maj – Elio de Angelis, italiensk racerkører (født 1958).
- 23. maj – Sterling Hayden, amerikansk skuespiller (født 1916).
- 31. maj – Tutta Rosenberg, norsk/dansk redaktørfrue (født 1912).

## Juni
| - Benny Goodman |

- 9. juni – Karl Skytte, dansk politiker (født 1908).
- 13. juni – Benny Goodman, amerikansk musiker (født 1909).
- 14. juni – Jorge Luis Borges, argentinsk forfatter (født 1899).

## Juli
|  |

- 6. juli – Norman Braun, tysk arkitekt (født 1912).
- 7. juli – Niels Munk Plum, dansk forfatter, civilingeniør og modstandsmand (født 1911).
- 17. juli – Kurt Børge Nikolaj Nielsen, dansk fodboldtræner (født 1924).
- 24. juli – Urban Hansen, dansk politiker og overborgmester (født 1908).
- 24. juli – Fritz Lipmann, amerikansk biokemiker og nobelprismodtager (født 1899).
- 25. juli – Vincente Minnelli, amerikansk filminstruktør (født 1903).
- 26. juli – Gerda Madsen, dansk skuespiller (født 1902).
- 29. juli – Knud Abildgaard, dansk direktør, jurist og fabrikant (født 1901).
- 31. juli – Chiune Sugihara, japansk diplomat (født 1900).

## August
| - Urho Kekkonen |

- 20. august – Milton Acorn, canadisk poet, forfatter og skuespilsforfatter (født 1923).
- 20. august – Thad Jones, amerikansk/dansk komponist og trompetist (født 1923).
- 30. august – Otto Mortensen, dansk pianist, komponist og musikforsker (født 1907).
- 31. august – Urho Kekkonen, finsk statsminister og præsident (født 1900).
- 31. august – Henry Moore, engelsk skulptør (født 1898).
- 31. august – Erik Frederiksen, dansk trommeslager, kapelmester og skuespiller (født 1914).

## September
|  |

- 1. september – Murray Hamilton, amerikansk skuespiller (født 1923).
- 9. september – Ernst Moltke, dansk jurist, embedsmand og forstander (født 1885).
- 11. september – René Brusvang, dansk politiker og partimedstifter (født 1926).
- 17. september – Erling Dinesen, dansk politiker (født 1910).
- 27. september – Cliff Burton, amerikansk bassist (Metallica) (født 1962). – busulykke
- 29. september – Georg af Danmark, dansk prins (født 1920).
- 29. september – Helmut Qualtinger, østrigsk skuespiller, forfatter og kabaretartist (født 1928).

## Oktober
|  |

- 13. oktober – Peter Hvidt, dansk arkitekt (født 1916).
- 22. oktober – Albert Szent-Györgyi, ungarsk fysiolog (født 1893).
- 25. oktober – Harald Ditzel, dansk forfatter, kunsthistoriker og museumsinspektør (født 1915).

## November
| - Cary Grant |

- 2. november – Niels Erik Leschly, dansk officer, kammerherre og militaryrytter (født 1910).
- 8. november – Vjatšeslav Molotov, sovjetisk udenrigsminister og navnefar til molotovcocktailen (født 1890).
- 17. november – Georges Besse, Renaults administrerende direktør (født 1927) - myrdet.
- 22. november – Scatman Crothers, amerikansk skuespiller, musiker (født 1910).
- 29. november – Cary Grant, amerikansk skuespiller (født 1904).

## December
| - Harold Macmillan |

- 9. december – Frantz B. Howitz, dansk ambassadør (født 1922).
- 11. december – Astrid Kraa, dansk skuespillerinde (født 1907).
- 11. december – Niels Haarløv, dansk zoolog og professor (født 1919).
- 18. december – Kjeld Bentzen, dansk skuespiller (født 1931).
- 19. december – Kurt Østervig, dansk møbelarkitekt og skibskontruktør (født 1912).
- 28. december – Jan Nieuwenhuys, hollandsk COBRA-kunstner (født 1922).
- 29. december – Harold Macmillan, britisk premierminister (født 1894).
- 29. december – Andrei Tarkovsky, russisk filminstruktør (født 1932).